# Bijan Djir Sarai
Bijan Djir Sarai (Teheran, 6 giugno 1976) è un politico iraniano naturalizzato tedesco, dal 2009 deputato del Bundestag e dall'aprile 2022 segretario generale del Partito Liberale Democratico .